# Daniel Murena
Daniel Murena (* 1979 in München als Daniel Tanqueray) ist ein deutscher Rockmusiker und Film- und Theaterkomponist. Er ist Sänger und Gitarrist der Band Murena Murena.

## Leben
Ende der 1990er Jahre hielt sich Murena in New York City auf und wurde dort musikalisch geprägt. Er studierte Bildhauerei an der Münchener Akademie der Bildenden Künste. 2006 begann Murena mit der Komposition von Soundtracks für Theaterstücke und Filme.
Unter anderem wirkte er an den Münchner Kammerspielen, der Volksbühne Berlin, dem Pariser Theatre de la Colline sowie dem  Düsseldorfer Schauspielhaus, dort arbeitete er mit den Regisseuren Pınar Karabulut, Uisenma Borchu,
Roger Vontobel, Robert Lehniger und Felicitas Brucker zusammen.
2014 erschien seine erste CD Ghoaster Coaster und 2016 Shame Over. Im Mai 2021 erschien sein drittes Album Take Care of Me.

## Diskografie

### Studioalben
mit Murena Murena
- 2012: Ghoaster Coaster (Echokammer)
- 2016: Shame Over (Totally Wired)
- 2021: Take Care of Me (Cut Surface)

### Theater-Soundtracks
- 2025: Trommeln in der Nacht von Bertolt Brecht, mit Texten von Şeyda Kurt, Schauspielhaus Bochum, Regie: Felicitas Brucker

- 2025: Der Widerspenstigkeit Zähmung von Katja Brunner, Deutsches Theater Berlin, Regie: Pınar Karabulut

- 2024: Baumeister Solness von Henrik Ibsen, Kammerspiele München, Regie: Felicitas Brucker

- 2024: Ulrike Maria Stuart von Elfriede Jelinek, Deutsches Theater Berlin, Regie: Pınar Karabulut

- 2023: Der Prozess von Franz Kafka, Schauspiel Köln, Regie: Pınar Karabulut

- 2023: Brynhild Nibelungenfestspiele Worms, live mit Murena Murena, Regie: Pınar Karabulut[3]
- 2022: Das Erbe von Nuran David Calis, Münchner Kammerspiele, Regie: Pınar Karabulut[4]
- 2022: La Mer Sombre nach Claude Cahun, Münchner Kammerspiele Regie: Pınar Karabulut[5]
- 2022: Richard 3 von Katja Brunner, Schauspiel Köln, Regie: Pınar Karabulut
- 2021: Franziska von Frank Wedekind, Theater Bremen, Regie: Pınar Karabulut
- 2021: Like Lovers do Münchner Kammerspiele Regie: Pınar Karabulut
- 2021: Der Sprung vom Elfenbeinturm nach Gisela Elsner, Münchner Kammerspiele Regie: Pınar Karabulut
- 2020: Mourning becomes Electra von Eugene O’Neill, Volksbühne Berlin Regie: Pınar Karabulut
- 2020: Mamma Medea von Tom Lanoye, Volksbühne Berlin Regie: Pınar Karabulut
- 2020: Die Politiker von Wolfram Lotz, Münchner Kammerspiele, Regie: Felicitas Brucker
- 2019: Attentat oder frische Blumen für Carl Ludwig von Mehdi Mouradpour Theater Bremen Regie: Pınar Karabulut
- 2019: Die Hand ist ein einsamer Jäger von Katja Brunner, Volksbühne Berlin, Regie: Pınar Karabulut
- 2019: Endstation Sehnsucht von Tennessee Williams, Volkstheater Wien Regie: Pınar Karabulut
- 2018: Drei Schwestern von Anton Tschechow, Schauspiel Köln, Regie: Pınar Karabulut
- 2018: Nathan to go, Schauspielhaus Düsseldorf Regie: Robert Lehniger
- 2017: Nachts als die Sonne für mich schien  Münchner Kammerspiele Regie: Uisenma Borchu
- 2017: Romeo und Julia von William Shakespeare, Schauspiel Köln, Regie: Pınar Karabulut
- 2017: Faust to Go, Schauspielhaus Düsseldorf, Regie: Robert Lehniger
- 2016: Gott wartet an der Haltestelle, Schauspielhaus Dresden, Regie: Pınar Karabulut
- 2016: Karnickel, Schauspielhaus Köln, Regie: Pınar Karabulut
- 2016: Gilgamesh, Schauspielhaus Düsseldorf, Regie: Roger Vontobel
- 2015: Heksejagt, Det Kongelige Teater, Regie: Roger Vontobel
- 2012: Dans la jungle du ville, Theatre de la Colline Paris, Regie: Roger Vontobel
- 2010: Penthesilea, Schauspielhaus Hamburg, Regie: Roger Vontobel
- 2009: Dirty Control, Münchner Kammerspiele, Regie: Roger Vontobel
- 2008: Lilja for Ever Münchner Kammerspiele Regie: Roger Vontobel
- 2006: 3 Minuten Nationalsozialismus, Münchner Kammerspiele Regie: Tobias Yves Zintel

### Filmscores (Auswahl)
- 2025: Damage Done Regie: Tobias Yves Zintel

- 2021: Edward II Regie: Pınar Karabulut
- 2020: Mourning  becomes Electra Regie: Pınar Karabulut
- 2020: Schwarze Milch Regie: Uisenma Borchu[6]
- 2018: Der Hellseher Regie: Fausto Molina
- 2012: Mental Radio Regie: Tobias Yves Zintel
- 2006: Redesign of Satanism Regie: Tobias Yves Zintel